# 가나야촌 (니가타현 이와후네군)
가나야촌(金屋村)은 니가타현 이와후네군에 있던 촌이다. 

## 역사
- 1889년 4월 1일 - 정촌제 시행에 수반해 이와후네군 가나야촌이 성립하였다.
- 1954년 12월 1일 - 이와후네군 호나이촌과 합병해 아라카와정이 되어 소멸하였다.

## 교통

### 철도
- 일본국유철도 (현 동일본 여객철도)
  - 우에쓰 본선 (역은 통과하고 있으나 현재까지 역은 미설치)

## 참고문헌
- 大日本篤農家名鑑編纂所編『大日本篤農家名鑑』大日本篤農家名鑑編纂所、1910年。
- 人事興信所編『人事興信録 第14版上』人事興信所、1943年。
- 『市町村名変遷辞典』東京堂出版、1990年。